# Libertador (Monagas)
Libertador é um município da Venezuela localizado no estado de Monagas. A capital do município é a cidade de Temblador.